# Man wird nicht als Soldat geboren
Man wird nicht als Soldat geboren ist ein sowjetischer Spielfilm von Alexander Stolper aus dem Jahr 1967. Er entstand nach Motiven des gleichnamigen Romans von Konstantin Simonow. Der Originaltitel des Films lautet russisch Возмездие (Vergeltung), ein Alternativtitel ist russisch Солдатами не рождаются (Soldaten werden nicht geboren).
Der Film ist die Fortsetzung des Films Die Lebenden und die Toten und spielt während der Einkesselung der deutschen 6. Armee durch die Rote Armee in Stalingrad. Er umfasst den Zeitrahmen des Jahreswechsels 1942/43 bis zur Kapitulation Friedrich Paulus’ und dem Ende der Schlacht von Stalingrad im Februar 1943. Unter den Akteuren befinden sich auch die im Vorgängerfilm eingeführten Hauptpersonen, der Politoffizier Sinzow, General Serpilin und die Ärztin Tanja.

## Handlung
Es ist der letzte Tag des Jahres 1942 und seit sechs Wochen ist die deutsche 6. Armee mit 22 Divisionen in Stalingrad eingekesselt. Beide Seiten warten auf einen Angriff, doch Major Barrabanow, ein notorischer Trinker, greift eigenmächtig deutsche Stellungen an, um einen strategisch wertlosen Hügel zu erobern. Er wird abgesetzt und begeht später einen Selbstmordversuch. Sein Vorgesetzter General Serpilin weiß, dass das Bataillon den Hügel nun erobern muss, wird jedoch kurz vor dem Angriff nach Moskau gerufen: Seine Frau liegt nach einem Herzinfarkt im Krankenhaus und verstirbt, kurz nachdem er sie noch einmal gesehen hat. Serpilin trifft auch mit seinem Sohn zusammen, der sich vor einigen Jahren von Serpilin losgesagt hat, nachdem er erfahren hatte, dass er nicht sein wirklicher Vater ist. Serpilin fordert ihn auf, sich für den nächsten Tag an die Front zu melden. Erst nach Ende der Schlacht von Stalingrad wird er erfahren, dass sein Sohn bereits beim ersten Gefecht gefallen ist.
Serpilin trifft in Moskau die Ärztin Tanja wieder, mit der er im Vorjahr aus einer Einkesselung durch deutsche Soldaten entkommen konnte. Er berichtet ihr, dass ihr gemeinsamer Freund Iwan Sinzow kurze Zeit später gefallen sei. Er kehrt kurz darauf an die Don-Front zurück, wo er zum Stabschef der Armee ernannt wird. Seine Division übernimmt der erfahrene Generalmajor Kusmitsch. Neuer Bataillonskommandeur und damit Nachfolger des Trinkers Barrabanow wird indessen Hauptmann Sinzow, der nur schwer verwundet gewesen war. Er greift am nächsten Tag deutsche Stellungen an. So können die sowjetischen Soldaten ein Gebiet befreien, auf dem die Deutschen ein Gefangenenlager für sowjetische Soldaten errichtet hatten. Die Gefangenen erhielten 15 Tage keine Nahrung; zahlreiche Männer sind verstorben. Serpilin fordert Tanja als Ärztin an die Front und sie versorgt die Überlebenden. Im Lazarett trifft sie auf Sinzow und berichtet ihm, dass seine Frau als Partisanin gefallen ist, was er jedoch schon wusste.
Der alte Kusmitsch hat sich eine Verletzung zugezogen, die er jedoch verheimlicht. Sein Vorgesetzter will ihn als Divisionskommandeur absetzen, doch setzt sich Serpilin dafür ein, dass er die aktuell laufende Operation beenden darf. In diesem Moment wird gemeldet, dass die Front in Stalingrad durchbrochen wurde. Zu den Bataillonen, die sich vereinigen, gehört auch das, dem Sinzow als Kommandeur vorsteht. In der Folgezeit kommt es zu weiteren Vereinigungen. Sinzow gelingt es zudem, den deutschen Divisionskommandanten General Insfeld zu verhaften. Er bringt ihn zu Serpilin, der nun auch erfährt, dass Sinzow überlebt hat. Kurze Zeit später kapituliert Generalfeldmarschall Paulus und begibt sich mit seinem Stab in Gefangenschaft. Die Schlacht um Stalingrad ist dennoch nicht vorüber. Bei folgenden Gefechten wird Sinzow verwundet. Am 2. Februar 1943 sind die letzten Gefechte vorüber und auch in der Heimat erfahren die Mütter, dass die Schlacht von Stalingrad beendet ist. In die Freude mischt sich die Trauer um die verlorenen Söhne und Töchter. Die Soldaten ziehen aus Stalingrad ab. Tanja sucht nach Sinzow, der aufgrund seiner Verletzung nicht mit den anderen abfährt. Sein Stellvertreter Iljin verspricht, Tanja und Sinzow in Kontakt zu bringen.

## Produktion
Man wird nicht als Soldat geboren wurde von 1967 bis 1968 gedreht. Der Film kam am 19. Mai 1969 in die sowjetischen Kinos, und damit fünf Jahre nach dem Vorgänger Die Lebenden und die Toten. Beide Filme entstanden unter der Regie von Alexander Stolper, wobei auch die Hauptdarsteller gleich besetzt wurden. Am 21. August 1970 lief der Film in den Kinos der DDR an und wurde am 8. Mai 1972 auf DFF 1 erstmals im Fernsehen der DDR gezeigt. Icestorm veröffentlichte beide Filme 2008 als Box auf DVD.
Der Film war der zweite Teil einer geplanten Trilogie (inkl. Simonows Der letzte Sommer), jedoch wurde der dritte Teil nicht verwirklicht.

## Synchronisation
Synchronregie führte Ernst Dahle, die Dialoge der DEFA-Synchronisation schrieb Harald Thiemann.
| Rolle                              | Darsteller          | Synchronsprecher     |
| ---------------------------------- | ------------------- | -------------------- |
| Iwan Sinzow                        | Kirill Lawrow       | Eberhard Mellies     |
| Serpilin                           | Anatoli Papanow     | Günter Grabbert      |
| Tanja Owssjannikowa                | Ljudmila Krylowa    | Jutta Hoffmann       |
| Iwan Kusmitsch                     | Alexander Plotnikow | Hans Hardt-Hardtloff |
| Lewaschow                          | Juri Stoskow        | Jürgen Frohriep      |
| Konstantin Prokofjewitsch Sacharow | Juri Wisbor         | Günther Simon        |
| Bereschnoi                         | Grigori Gai         | Wolfgang Dehler      |
| Nikolai Iljin                      | Sergei Schakurow    | Erik Veldre          |

## Kritik
Für den film-dienst war Man wird nicht als Soldat geboren ein „darstellerisch guter und in Einzelszenen packender Film“, der jedoch nicht so eindrucksvoll wie der Vorgängerfilm sei.